# Юхані Пелтонен (письменник)
Ра́ймо Йо́рма Ю́хані Пе́лтонен (фін. Raimo Jorma Juhani Peltonen; *12 травня 1941, Гельсінкі, Фінляндія — 25 лютого 1998, Лоппі, там же) — фінський письменник, чий значний доробок включає прозу, поезію та п'єси. 

## З життєпису
Юхані Пелтонен народився в Гельсінках, але дитинство та більшу частину життя провів у Корсо, Вантаа.  Його батьками були промисловий службовець Йорма Пелтонен і офісна робітниця Кертту Пелтонен (уроджена Тайвола). Родинне гніздо — будинок Пелтоненів вілла Оррела розташовувався поруч із залізничною станцією Корсо, також у подвір'ї був великий яблуневий сад. Під час навчання в школі Пелтонен працював влітку на вантажних суднах і мріяв про кар'єру морського капітана. 
Однак задум Юхані провалився, коли у 19-річного хлопця діагностували червоно-зелений дальтонізм, що завадило йому отримати сертифікат про право стати моряком. За його власним зізнанням, дізнавшись про це, він одразу вирішив стати письменником.
Пелтонен закінчив школу спільного навчання Керава в 1961 році та вивчав естетику, сучасну літературу та історію мистецтва в Гельсінкському університеті з 1962 по 1965 рік. У студентські роки він входив до складу «герметичної групи», разом з такими майбутніми діячами культури, як перекладач Юхані Коскінен, режисер Пентті Котканіемі, поет Пентті Сааріца, редактор Громадського радіо Юха Віркунен. 
У 1964 році Пелтонен переміг на письменницькому конкурсі Й. Х. Ерко в прозовій номінації, а Віркунен і Сааріца — в поетичній. Того ж року видавництво «Отава» опублікувало перший твір Пелтонена — поетичну збірку Люди (Ihmisiat, 1964). Натхненний успіхом, він припинив навчання і став вільним письменником.
Очікувалося, що за роман Iloisin suru (1986) він отримає Фінляндську премію, але її отримав Сіркка Турка за Tule käkkä, pikku Sheba.

## З доробку
Юхані Пелтонен був оригінальним стилістом, дві характерні риси його творчості — це, з одного боку, романтична серйозність і песимізм щодо життя, а з іншого — мовна винахідливість і радість. Письменник найбільш відомий своїм романом Elmo (1978), який є пародійною історією життя однойменного спортсмена.
Загалом Пелтонен опублікував 22 твори за свою письменницьку кар'єру, яка тривала у 1960-1990-х роках і охопила всі жанри літератури. Його літературна спадщина — це 7 збірок віршів, 7 романів, 4 збірки оповідань, 4 п'єси, редаговані антології своєї поезії та оповідань. Пелтонен також писав сценарії для телетеатрів і радіоп'єс.
Філософські проблеми буття, роздуми про часи і людей вирізняють поетичні цикли Пелтонена. Автор використовує в своїх творах фарсові елементи, алегорію, гротеск для досягнення сильного соціального звучання.

## Нагороди
- Державна премія з літератури за книгу Valaan merkkejä (1973)
- Медаль Pro Finlandia (1989)